# Nenke & Ostermaier
Nenke & Ostermaier war ein Kunstverlag zum Druck, Vertrieb und zum Handel mit Buchdruckerei- und Kunstartikeln, insbesondere von Ansichts- und Kunstpostkarten in Form von Photochromien aus eigener Herstellung. Sitz der Firma war in Dresden.

## Geschichte

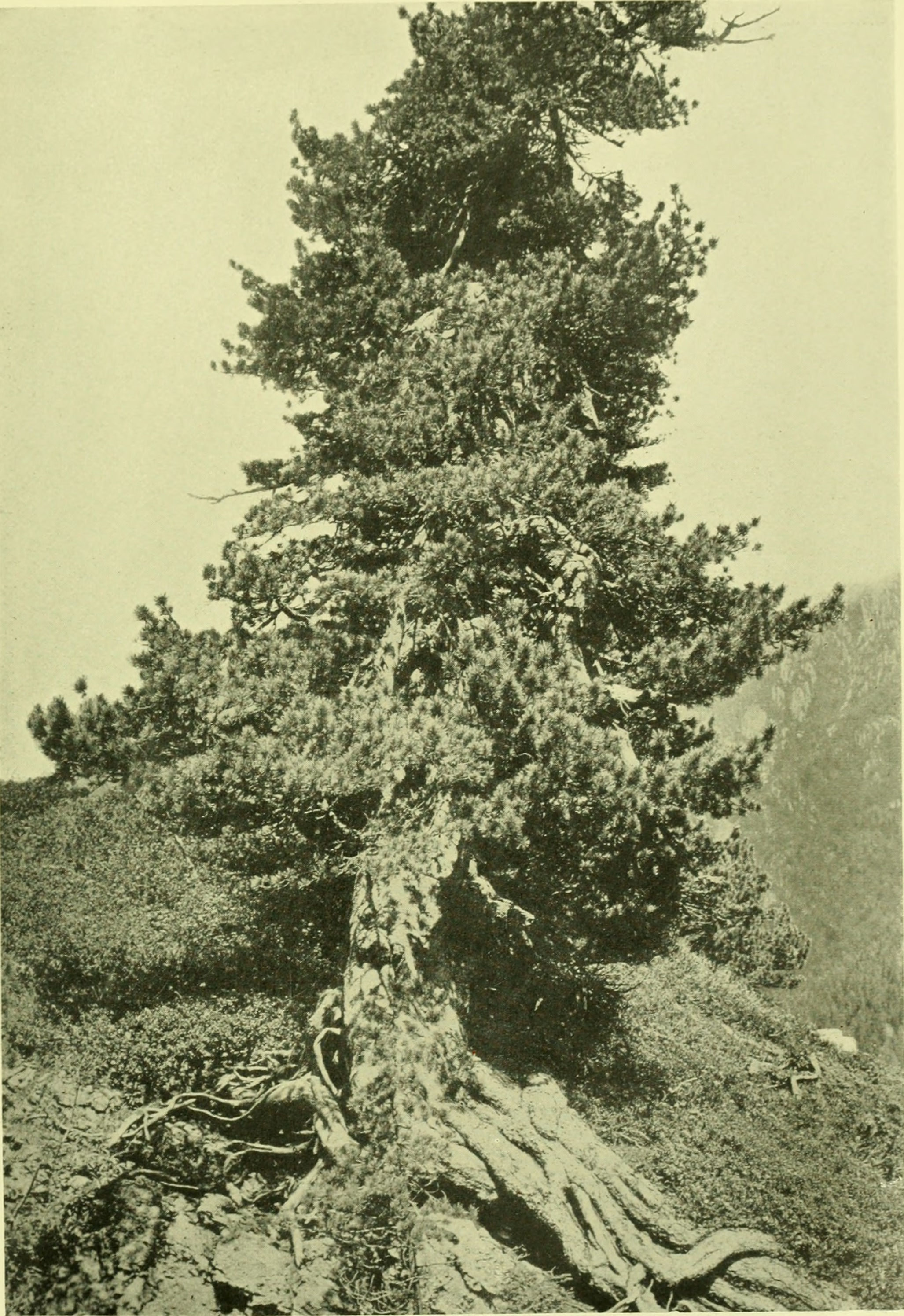
Druck nach einer Photographie von Nenke & Ostermaier, 1913

Das Unternehmen wurde 1891 von Otto Nenke und Josef Ostermaier gegründet. Sie spezialisierten sich auf die Herstellung von Photochromien, die sie als Serien von jeweils bis zu 10 Ansichtskarten für das gesamte Deutsche Reich, aber auch für die Alpenregion und die italienische Küstenregion, herausgaben.
Zu den Künstlern, die für den Verlag arbeiteten, zählte beispielsweise der österreichische Marine- und Landschaftsmaler Alexander Kircher. Von ihm erschien eine Postkarten-Weltkriegsserie im Druckhaus und Verlag Nenke & Ostermaier.